# Echoes of Decimation
Echoes of Decimation – trzeci album studyjny amerykańskiego zespołu muzycznego Origin. Wydawnictwo ukazało się 15 marca 2005 roku nakładem wytwórni muzycznej Relapse Records.

## Lista utworów
Opracowano na podstawie materiału źródłowego.
| Nr | Tytuł utworu             | Długość |
| -- | ------------------------ | ------- |
| 1. | „Reciprocal”             | 02:26   |
| 2. | „Endless Cure”           | 02:21   |
| 3. | „The Burner”             | 02:20   |
| 4. | „Designed to Expire”     | 03:11   |
| 5. | „Cloning the Stillborn”  | 02:13   |
| 6. | „Staring from the Abyss” | 03:57   |
| 7. | „Amoeba”                 | 02:19   |
| 8. | „Debased Humanity”       | 03:39   |
| 9. | „Echoes of Decimation”   | 04:02   |
|    |                          | 26:28   |

## Wydania
| Rok  | Nr katalogowy | Format       | Wytwórnia       | Region            | Źródło |
| ---- | ------------- | ------------ | --------------- | ----------------- | ------ |
| 2005 | RR 6637-2     | CD, Album    | Relapse Records | Stany Zjednoczone | [ 4 ]  |
| 2005 | RR 6637-1     | LP, Pic, Ltd | Relapse Records | Stany Zjednoczone | [ 4 ]  |
| 2005 | RR 6637-2     | CD, Album    | Relapse Records | Japonia           | [ 4 ]  |